# Consejo de la Judicatura Federal
El Consejo de la Judicatura Federal es el órgano encargado de la administración, vigilancia, disciplina y de la carrera judicial del Poder Judicial de la Federación, con excepción de la Suprema Corte de Justicia de la Nación y del Tribunal Electoral del Poder Judicial de la Federación. Es el órgano de México equivalente a un consejo de la magistratura.
Además, debe velar en todo momento por la autonomía de los órganos del Poder Judicial de la Federación y por la independencia e imparcialidad de sus miembros.
Para el ejercicio de sus funciones goza de independencia técnica, de gestión y para emitir sus resoluciones.
El presidente de la Suprema Corte de Justicia de la Nación es ex officio presidente del Consejo de la Judicatura Federal. La actual presidenta es Norma Lucía Piña Hernández.

## Antecedentes
El Consejo de la Judicatura Federal se creó a partir de las reformas constitucionales de 1994 y surge como un órgano integrante del Poder Judicial de la Federación, que tiene como objetivo fundamental el garantizar la independencia de los jueces y magistrados federales.
Los motivos de su creación son variados, pero el principal es que la administración de los órganos jurisdiccionales estuviera a cargo de una entidad independiente, especializada e integrada al Poder Judicial, buscando así que el encargado de impartir justicia esté ajeno a responsabilidades administrativas que lo distraigan de la resolución de conflictos y concentrar dichas responsabilidades en un órgano especializado.
Sin embargo, una de las actividades más importantes de este órgano es vigilar el comportamiento, y en su caso aplicar las sanciones correspondientes a los servidores públicos cuando se detecte alguna anomalía en el ejercicio de sus funciones.

## Organización
El Consejo de la Judicatura Federal está integrado por siete miembros: el Presidente de la Suprema Corte de Justicia de la Nación, quien también fungirá como Presidente del Consejo de la Judicatura Federal; tres Consejeros designados por el Pleno de la Suprema Corte de Justicia de la Nación (SCJN), de entre los Magistrados de Circuito y Jueces de Distrito; dos Consejeros designados por el Senado, y uno por el Presidente de la República.
Todos los Consejeros, salvo el presidente, duran cinco años en su cargo, son sustituidos de manera escalonada, y no pueden ser nombrados para un nuevo período. Los Consejeros no representan a quien los designa, por lo que deben ejercer su función con independencia e imparcialidad. Tratándose del Presidente del Consejo de la Judicatura Federal, este permanecerá en dicha función mientras sea presidente de la Suprema Corte.
Son los Ministros de la SCJN quienes eligen, de entre sí mismos, a su presidente, que no puede ser reelecto para el período inmediato posterior.

### Actual conformación
| Consejero (a)                     | Inicio                   | Final                | Designado (a) por                      |
| --------------------------------- | ------------------------ | -------------------- | -------------------------------------- |
| Norma Lucía Piña Hernández        | 2 de enero de 2023       | 31 de agosto de 2025 | —                                      |
| Alejandro Sergio González Bernabé | 24 de febrero de 2019    | 31 de agosto de 2025 | Suprema Corte de Justicia de la Nación |
| Eva de Gyves Zárate               | 20 de noviembre de 2019  | 31 de agosto de 2025 | Senado de la República                 |
| Sergio Javier Molina Martínez     | 1 de diciembre de 2019   | 31 de agosto de 2025 | Suprema Corte de Justicia de la Nación |
| Bernardo Bátiz                    | 4 de diciembre de 2019   | 31 de agosto de 2025 | Andrés Manuel López Obrador            |
| Lilia Mónica López Benítez        | 20 de junio de 2022      | 31 de agosto de 2025 | Suprema Corte de Justicia de la Nación |
| Celia Maya García                 | 19 de septiembre de 2023 | 31 de agosto de 2025 | Senado de la República                 |

## Presidentes del CJF
| Presidente | Presidente                     | Periodo                                      | Entidad de nacimiento |
| ---------- | ------------------------------ | -------------------------------------------- | --------------------- |
|            | Ulises Schmill Ordóñez         | 2 de enero de 1991-31 de diciembre de 1994   | Ciudad de México      |
|            | José Vicente Aguinaco Alemán   | 1 de febrero de 1995-31 de diciembre de 1998 | Guanajuato            |
|            | Genaro Góngora Pimentel        | 4 de enero de 1999-31 de diciembre de 2002   | Chihuahua             |
|            | Mariano Azuela Güitrón         | 2 de enero de 2003-31 de diciembre de 2006   | Ciudad de México      |
|            | Guillermo I. Ortiz Mayagoitia  | 2 de enero de 2007-31 de diciembre de 2010   | Veracruz              |
|            | Juan N. Silva Meza             | 3 de enero de 2011-31 de diciembre de 2014   | Ciudad de México      |
|            | Luis María Aguilar Morales     | 2 de enero de 2015-31 de diciembre de 2018   | Ciudad de México      |
|            | Arturo Zaldívar Lelo de Larrea | 2 de enero de 2019-31 de diciembre de 2022   | Querétaro             |
|            | Norma Lucía Piña Hernández     | 2 de enero de 2023-en el cargo               | Ciudad de México      |